# Ritu de pas
Un ritu de pas és un ritu que marca el pas o transició entre dos estats de l'individu a la societat, especialment els del cicle vital: naixement, transició a l'adultesa, aparellament, mort. És un concepte etnològic introduït el 1909 per l'antropòleg francès Arnold van Gennep. Van Gennep assenyala que en el seu desenvolupament social un individu ha de dur a terme nombroses transicions-entre la joventut i l'edat adulta, entre la solteria i el matrimoni, entre no pertànyer i pertànyer a un grup, entre viatjar i retornar.
En moltes societats, aquestes transicions són un constituent essencial de la vida social i, per tant, no es porten a terme de forma individual, sinó que se celebren de forma ritual i comunitària. Un dels ritus de pas més característics és el de la iniciació. Un ritu d'iniciació és molt important perquè és una acceptació al seu poble o grup.
En altres societats els ritus de pas pressents han adoptat els noms de "festes" o "cerimònies". Per exemple per celebrar el pas a l'edat adulta, hi ha la festa del bar mitsvà entre els jueus als tretze anys, i la quinceañera o la posada de llarg als divuit anys d'alguns països americans.